# Polystomophora orientalis
Polystomophora orientalis är en insektsart som beskrevs av Matesova 1960. Polystomophora orientalis ingår i släktet Polystomophora och familjen ullsköldlöss. Inga underarter finns listade i Catalogue of Life.